# Рудський Федір Андрійович
Фе́дір Андрі́йович Рудськи́й (нар. 21 травня 1921 — пом. 29 вересня 1982) — радянський військовик, у роки Другої світової війни — командир танкового батальйону 178-ї танкової бригади 10-го танкового корпусу 5-ї гвардійської танкової армії, капітан. Герой Радянського Союзу (1945).

## Життєпис
Народився 21 травня 1921 року в селищі Авдіївка (нині — місто в Донецькій області) у селянській родині. Українець. Здобув середню освіту.
До лав РСЧА призваний Авдіївським РВК у 1939 році. У 1941 році закінчив 3-тє Саратовське танкове училище.
Учасник німецько-радянської війни з червня 1941 року. Воював на Західному, Воронезькому, 1-му Українському, 3-му та 2-му Прибалтійських і 2-му Білоруському фронтах. Член ВКП(б) з 1945 року. Пройшов бойовий шлях від командира танкового взводу то командира танкового батальйону. Двічі був поранений і одного разу контужений.
Особливо командир 2-го танкового батальйону 178-ї танкової Ризької бригади 10-го танкового Дніпровського корпусу капітан Ф. А. Рудський відзначився під час боїв у Східній Пруссії. 24-25 січня 1945 року у боях на підступах до Вісленської затоки, поблизу селища Трунц (нині — село Мілеєво одноіменної ґміни Ельблонзького повіту Вармінсько-Мазурського воєводства Польщі) батальйон, перебуваючи у відриві від основних сил бригади й не маючи сусідів на флангах, вміло проводив розвідку і маневрував. Застосовуючи метод рухомих засідок, протягом трьох діб контролював вузол шляхів, що вели до міста Ельбінга. Відбиваючи щодня по 4-5 контратак супротивника, наніс йому значних втрат: знищив автоколону з 260 автівок, 9 самохідок, 2 середніх танки, 12 бронетранспортерів, 3 батареї важкої артилерії, понад 600 солдатів і офіцерів супротивника.
У повоєнний час продовжив військову службу в ЗС СРСР. У 1954 році закінчив Військову академію бронетанкових військ. Протягом 1954—1960 років — командир 69-го танкового полку, з 1960 по 1967 роки — командир 37-ї гвардійської дивізії.
У 1969 році — Військову академію Генштабу. З 1969 року і до самої смерті — начальник Мінського суворовського військового училища.
Мешкав у Мінську (Білорусь), де й раптово помер 29 вересня 1982 року. Похований на Східному кладовищі Мінська.

## Нагороди
Указом Президії Верховної Ради СРСР від 19 квітня 1945 року «за зразкове виконання бойових завдань командування на фронті боротьби з німецько-фашистськими загарбниками та виявлені при цьому відвагу і героїзм», капітанові Рудському Федору Андрійовичу присвоєне звання Героя Радянського Союзу з врученням ордена Леніна і медалі «Золота Зірка» (№ 7460).
Також нагороджений орденами Олександра Невського (25.12.1944), Вітчизняної війни 1-го ступеня (31.07.1943), Червоної Зірки, «За службу Батьківщині в Збройних Силах СРСР» 3-го ступеня і медалями.

## Вшанування пам'яті
У Мінську, на фасаді будинку, в якому мешкав Ф. А. Рудський, встановлено меморіальну дошку.